# Pena de morte na Eslováquia
A pena de morte na Eslováquia (em eslovaco:  Trest smrti) foi abolida em 1990 e a punição mais severa permitida por lei é a prisão perpétua. Antes disso, a pena de morte era comum na Tchecoslováquia, Estado Eslovaco, Áustria-Hungria, Reino da Hungria e provavelmente todas as entidades políticas anteriores que existiam na região da Eslováquia atual. Desde 1989, ninguém foi executado na Eslováquia com alguns assassinatos políticos controversos pelo Serviço Secreto da Eslováquia nos anos 90.   Desde então, não há relatos do governo ou de seus agentes cometerem assassinatos arbitrários ou ilegais. 
A última pessoa executada na Eslováquia permanece sendo Štefan Svitek (28), de Podbrezová, que matou sua esposa e duas filhas com um machado em 1987 e foi executado em 8 de junho de 1989 em Bratislava, Tchecoslováquia (na época). 

## História
A pena de morte era comum na monarquia austríaca (com uma curta exceção de 1787 a 1795 sob o governo de José II ) na Áustria-Hungria e desde 1918 na recém-criada Checoslováquia. De 1918 a 1989, 1217 pessoas foram executadas legalmente, a maioria delas imediatamente após a Segunda Guerra Mundial. Devido ao caos nos registros históricos, o número real pode ser ligeiramente diferente. Esse número não inclui pessoas executadas durante a ocupação das terras tchecas de 1939 a 1945 ou durante a existência do Estado eslovaco (milhares foram executados na época; destes, cerca de 1079 foram guilhotinados na prisão de Pankrác). 

Durante a presidência de Tomáš Garrigue Masaryk (1918–35), 16 pessoas foram executadas, quatro delas por crimes militares. Masaryk era um oponente da pena de morte e tinha o privilégio de comutar sentenças de morte, uma que ele exercia com frequência.    